# Gromada Nadarzyn
Die Gromada Nadarzyn war eine Verwaltungseinheit in der Volksrepublik Polen zwischen 1954 und 1972. Verwaltet wurde die Gromada vom Gromadzka Rada Narodowa, dessen Sitz sich in Nadarzyn befand und aus 24 Mitgliedern bestand.

Die Gromada Nadarzyn gehörte zum Powiat Pruszkowski in der Woiwodschaft Warschau und bestand aus den Dörfern Kajetany, Nadarzyn und Walendów, ehemaligen Gromadas und dem Państwowe gospodarstwo rolne (PGR) Paszków der aufgelösten Gmina Nadarzyn und dem Weiler Stefanka der Gromada Strzeniówka der aufgelösten Gmina Helenów.

Zum 1. Januar 1958 wurde die aufgelöste Gromada Stara Wieś und das Dorf Szamoty aus der Gromada Mroków in die Gromada Nadarzyn eingegliedert. Am 1. Januar 1959 wurde das Dorf Wolica aus der Gromada Janki ausgegliedert und der Gromada Nadarzyn zugeteilt. Zum 31. Dezember 1959 wurde die aufgelöste Gromada Mroków in die Gromada Nadarzyn eingegliedert. Zugleich wurde PGR Urszulin ausgegliedert und der Gromada Adamowizna zugeteilt. Zum 31. Dezember 1961 wurde das Dorf Parole der Gromada Mroków in die Gromada Nadarzyn eingegliedert.

Die Gromada Nadarzyn bestand bis zum 31. Dezember 1972 und wurde Teil der wiedereingerichteten Gmina Nadarzyn.